# Маслов, Кирилл Сидорович
Кирилл Сидорович Маслов (1910, село Демино, Томская губерния — 7 августа 1944, Литва) — снайпер 599-го стрелкового полка (145-я стрелковая дивизия, 43-й Армии, Калининского фронта). В период с ноября 1942 по апрель 1944 г., уничтожил 258 солдат и офицеров противника, 12 пулеметных расчетов и обучил снайперскому мастерству 47 советских бойцов.

## Биография
Кирилл Сидорович Маслов родился в 1910 году в с. Демино Бийского уезда Томской губернии (ныне Солонешенский район Алтайского края) в семье крестьянина, Сидора Семеновича Маслова. Перед Великой Отечественной войной семья переехала в Таштагол, Кемеровской области. Кирилл Сидорович работал начальником золотого прииска в поселке Джелсай. В 1939 г. вступил в партию ВКП (б).

### Участие в Великой Отечественной войне
В РККА с 26 июня 1941 года, ушел добровольцем, призван Таштагольским РВК Кемеровской области. В Отечественной войне с 9 сентября 1941 года. Имеет ранение 13 сентября 1941 года на ст. Бобрики.
В ноябре 1942 года командир отделения конной разведки 599-го стрелкового полка (145-я стрелковая дивизия, 43-я Армия, Калининский фронт) сержант К. С. Маслов представлен командованием части к первой награде за уничтожение 15 солдат и офицеров противника. Приказом № 93 от 15 ноября 1942 года по войскам 43-й Армии награждён медалью «За отвагу».
В феврале 1942 года командир отделения роты автоматчиков 599-го стрелкового полка (145-я стрелковая дивизия, 43-я Армия, Калининский фронт) сержант К. С. Маслов представлен командованием части к новой награде за уничтожение 31 фашиста. Приказом № 6 от 15 декабря 1942 года по войскам 145-й стрелковой дивизии награждён орденом Красной Звезды.
В бою за город Демидов 21.09.43 г., во время наступления один из первых ворвался в город Демидов, увлекая за собой автоматчиков взвода и достигнув Северо-Западной окраины города, огнём из своей снайперской винтовки уничтожил 12 немцев, отбросил противника, захватил немецкую пушку.
В середине октября 1943 года снайпер роты автоматчиков 599-го стрелкового полка (145-я стрелковая дивизия, 43-я Армия, Калининский фронт) старшина К. С. Маслов представлен командованием части к очередной награде за высокое боевое мастерство и подготовку 37 молодых снайперов, которые уничтожили 547 солдат и офицеров противника. Приказом № 39 от 22 октября 1943 года по войскам 145-й стрелковой дивизии награждён вторым орденом Красной Звезды.
В апреле 1944 года снайпер-инструктор 599-го стрелкового полка (145-я стрелковая дивизия, 92-й стрелковый корпус, 1-й Прибалтийский фронт) старшина К. С. Маслов представлен командованием части к последней награде за уничтожение 258 солдат и офицеров противника и обучение снайперскому мастерству 47 бойцов. Приказом № 16 от 3 апреля 1944 года по войскам 92-го стрелкового корпуса награждён орденом Отечественной войны 1-й степени.

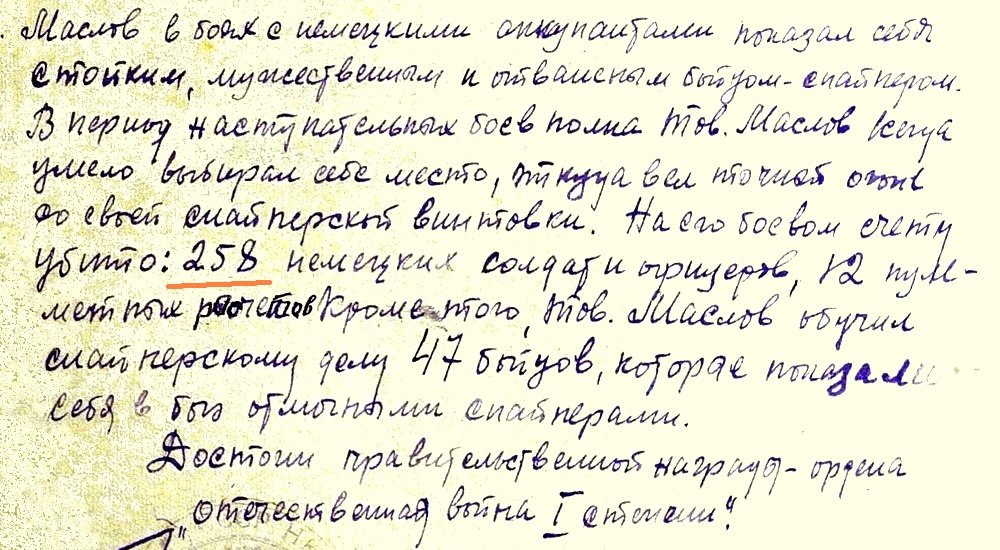
Из материалов наградного листа К. С. Маслова

7 августа 1944 года командир стрелкового взвода 145-й стрелковой дивизии младший лейтенант К. С. Маслов погиб в бою. Данных о его окончательном боевом счёте пока не найдено. Похоронен в братской могиле в фольварк Паровея Биржайского уезда Ковенской области Литовской ССР.

## Награды
- Орден Отечественной войны I степени
- Орден Красной Звезды
- Орден Красной Звезды
- Медали, в том числе:
  - Медаль «За отвагу»

## Интересные факты
- К. С. Маслов входит в список самых лучших снайперов Второй мировой войны, занимая 53 строчку.
- На войне погибли и родные братья Кирилла Сидоровича Гавриил и Алексей Масловы.